# Amazon Vine
Amazon Vine是一个由亚马逊组织出来的该平台顶尖产品评论人的社区群体。这些顶尖评论人只能通过被亚马逊邀请的方式加入Amazon Vine，也就是说，亚马逊非常严格地控制着Amazon Vine的数量、质量以及可信度。

## 简介
Amazon Vine成立于2007年，成立的初衷是，亚马逊希望通过一大批可信度很高的产品评论员提供的公正、诚实的评论来引导亚马逊的顾客，让大家可以从评论中获取有用的信息，从而做出正确的购买决定。每一个购买产品的顾客都有权利给该产品留言，这也可以作为后来的购买者的重要参考信息。评论员所写的评论是否详细、是否让人觉得有帮助、已写评论数量的多少等许多因素，都是亚马逊用来挑选Amazon Vine成员的根据。亚马逊并未透露过多的排名依据，但用户猜测，可能是综合考虑了评论频率以及被其他用户认可的次数。

## 成员与服务
随着Amazon Vine成员的增加，亚马逊开始向亚马逊卖家提供Amazon Vine的相关服务。亚马逊卖家向亚马逊平台支付一定金额后，就可以向Amazon Vine成员提供免费或者折扣很大的产品并让评论员留下真实可信的评论供其他人参考。目前这项亚马逊的收费服务只适用于亚马逊的美国站点、英国站点、法国站点和德国站点。
索要评论的产品种类几乎包括了所有的亚马逊产品类别，包括书籍，家具，电影，电子产品，家居用品，运动器具，食物，珠宝等等。Amazon Vine成员可以挑选提供给他们的产品，一旦接受产品，收到产品的三十天之内必须写出相应的高质量的评论。
作为亚马逊评论系统中的重要组成，Amazon Vine成员所写的评论都会被标记上“Amazon Vine Voice”的标识。通常来说，Amazon Vine成员的评论都会得到许多顾客的支持点赞和互动评论。

## 项目争论
Amazon Vine成立至今，非议不断。它的监管力度，成员透明度和是否具有专业性都受到质疑。甚至有科技行业企业凯斯勒和康奈尔大学科学技术系教授品奇分析亚马逊的评论后发现，超过80%的评论都是积极的，而且最多产的评论者当中有85%都是免费从出版商、代理机构、作者和制造商那里免费得到这些产品的。
随着亚马逊自己提供的评论服务的扩大，一些其他网站或者个人也希望通过这种“售卖”方式从亚马逊卖家处获取利益。然而，混乱的管理导致虚假评论大肆出现。2015年，亚马逊针对发布虚假评论的个人和网站提起诉讼，指出这些虚假评论严重损害了亚马逊平台的信任感和形象。
经过2015年的严肃整改和控制，Amazon Vine迄今仍是非常受卖家欢迎的购买评论的“好地方”。也是由于Amazon Vine稳定的发展，吸引了越来越多亚马逊顾客希望成为其中 一员。有一些就会先从其他的小型评论网站开始，积攒一定的信誉和评论点赞量。目前最受欢迎的买卖评论网站遍布世界各地，包括AMZNReview，ProductPilots，snagshout和AMZ Tracker等等。亚马逊的产品评论模式正是现在最受欢迎的“内容”营销模式。通过有趣，有图，有真相的真人点评给消费者一种身临其境的良好购物体验。